# Elagabal

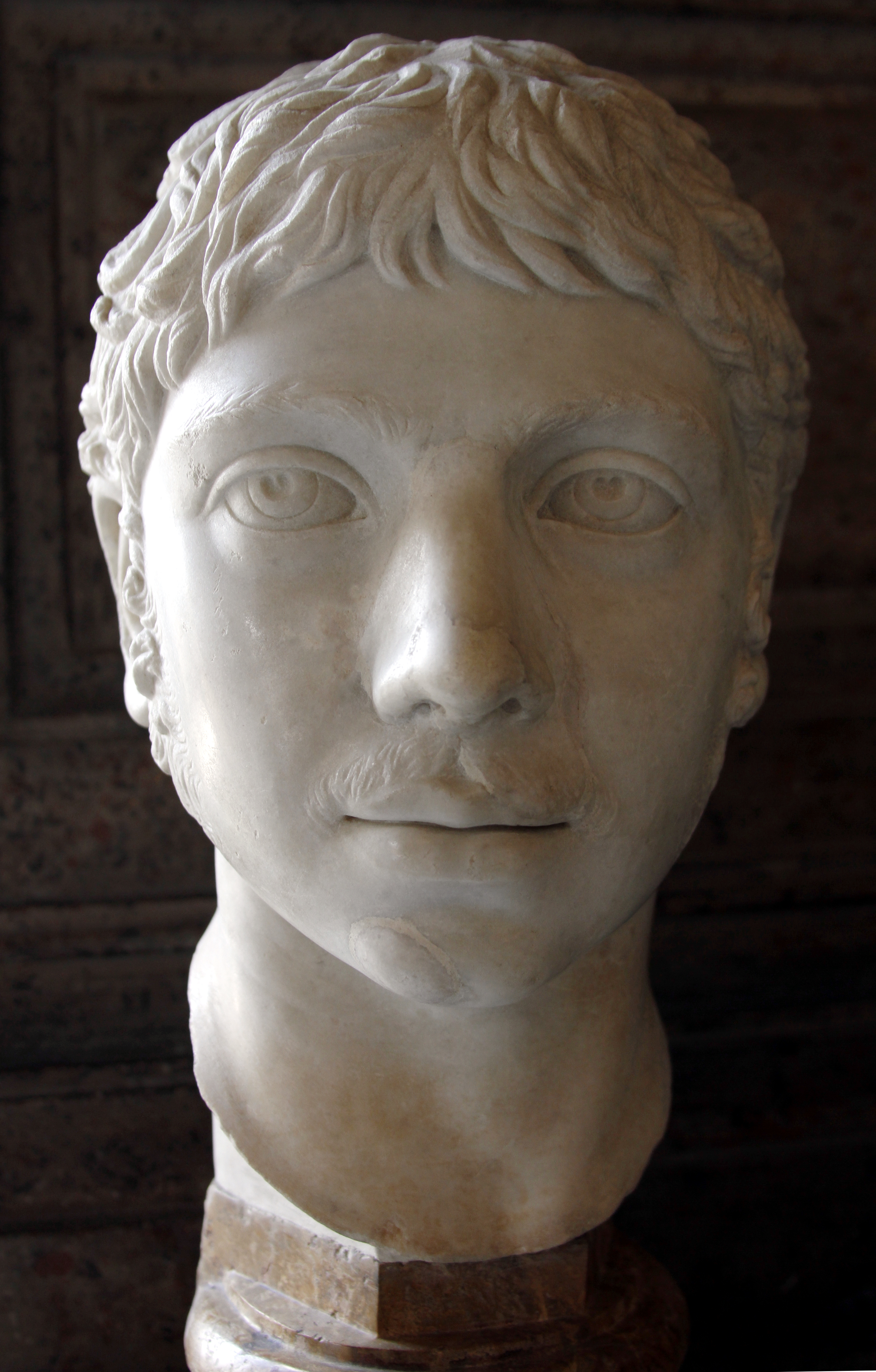
Büste des Elagabal, Kapitolinische Museen, Rom

Elagabal (* 204 wahrscheinlich in Rom oder  Emesa, Syria als Varius Avitus Bassianus; † 11. März 222 in Rom) war vom 16. Mai 218 bis zu seiner Ermordung römischer Kaiser. Als solcher nannte er sich Marcus Aurel(l)ius Antoninus, um wie sein angeblicher Vater Caracalla an die Antonine anzuknüpfen. Der Name Elagabal, den der von ihm verehrte Gott trug, wurde dem Kaiser erst lange nach seinem Tod zugeschrieben.
Elagabal gelangte durch eine Militärrevolte gegen seinen Vorgänger Macrinus an die Macht, wobei er sich als unehelicher Sohn des im Jahr 217 ermordeten Kaisers Caracalla ausgab. Während seiner rund vierjährigen Herrschaft machte er sich in weiten Kreisen verhasst. Schließlich war er politisch isoliert und wurde von meuternden Soldaten ermordet. Er hatte keine Nachkommen.
Für die antike und die neuzeitliche Nachwelt wurde der Name Elagabal zum Symbol für Lasterhaftigkeit und Dekadenz der römischen Kaiserzeit sowie verhängnisvolle orientalische Kultureinflüsse. Ein schwerer Konflikt zwischen konservativem Römertum und der syrischen religiösen Tradition, die der jugendliche Kaiser in Rom einführen wollte, überschattete seine kurze Regierungszeit.

## Leben

### Herkunft und Kindheit
Elagabal wurde im Jahr 204 wahrscheinlich in Rom geboren. Klaus Altmayer nennt als Geburtsort Emesa in der römischen Provinz Syria. Wie sein Vater übte er von klein auf den Beruf des Hohepriesters aus. Er war von mütterlicher wie von väterlicher Seite syrischer Herkunft. Sein Vater Sextus Varius Marcellus, ein aus Apameia in der Provinz Syria stammender römischer Ritter, hatte in Rom unter Kaiser Septimius Severus als Verwaltungsbeamter Karriere gemacht und wurde unter dessen Sohn und Nachfolger Caracalla in den Senat aufgenommen und mit hohen Ämtern betraut. Zuletzt war er Statthalter der Provinz Numidien in Nordafrika. In diesem Amt blieb er bis zu seinem Tod 217. Elagabals Mutter war Julia Soaemias Bassiana, die ältere der beiden Töchter der Julia Maesa, der Schwester der Kaiserin Julia Domna. Julia Domna war die Frau des Septimius Severus und Mutter Caracallas. Somit war Elagabal als Großneffe der Kaiserin kein Nachkomme des Septimius Severus, sondern nur von dessen Schwägerin. Als die männliche Nachkommenschaft des Septimius Severus und der Julia Domna mit der Ermordung Caracallas 217 ausstarb, konnte die von Julia Domnas Schwester abstammende Seitenlinie zum Zug kommen, obwohl sie mit Septimius Severus nicht blutsverwandt, sondern nur verschwägert war.
Elagabals Urgroßvater, der Vater von Julia Domna und Julia Maesa, hieß Iulius Bassianus. Er hatte in Emesa (heute Homs in Syrien) das erbliche Amt eines Priesters des dort verehrten Gottes Elagabal inne. Von ihm stammt der Name Bassianus (wohl abgeleitet von dem orientalischen Priestertitel Basus), den nicht nur Kaiser Elagabal vor seiner Erhebung trug, sondern auch Caracalla und Elagabals Vetter und Nachfolger Severus Alexander. Die Familie des Iulius Bassianus genoss in Emesa höchstes Ansehen, da ihr der Kult der dortigen obersten Gottheit anvertraut war, und verfügte in der Region über erheblichen Einfluss. Überregionale Bedeutung gewannen die Familie und der von ihr gepflegte Elagabal-Kult aber erst infolge der Heirat von Iulius Bassianus’ Tochter Julia Domna mit Septimius Severus, der damals (187) noch nicht Kaiser war.
Die Sippe des Bassianus war wohl arabischen Ursprungs. Anscheinend handelte es sich um Nachkommen der einstigen arabischen Fürsten von Emesa, die dort noch im 1. Jahrhundert n. Chr. als Vasallen des Römischen Reichs regiert hatten.
Elagabal verbrachte seine Kindheit in Rom am Kaiserhof. Während der Statthalterschaft seines Vaters in Numidien wurde er von seiner Großmutter und seiner Mutter erzogen. Seine Lebensverhältnisse änderten sich, nachdem der im Heer beliebte Kaiser Caracalla am 8. April 217 auf Veranlassung des Prätorianerpräfekten Macrinus ermordet worden war. Macrinus, der Caracallas Nachfolger wurde, verbannte Julia Maesa in ihre Heimatstadt Emesa. Zusammen mit ihr mussten auch ihre Tochter Julia Soaemias und ihr Enkel Elagabal den kaiserlichen Hof verlassen. So kam der dreizehnjährige Varius Avitus (Elagabal) nach Emesa. Dort übernahm er gemäß der Familientradition die Würde eines Elagabal-Priesters, die er bis zu seinem Tod beibehielt. Damals soll er durch außergewöhnliche körperliche Schönheit Eindruck gemacht haben. Den Namen „Elagabal“, der dem Gott vorbehalten war, hat er selbst nie getragen und auch von seinen Zeitgenossen nicht erhalten. Die aus falscher Etymologie entstandene Namensform „Heliogabalus“ ist für den Kaiser erst in Quellen des 4. Jahrhunderts bezeugt.
|                         |                         |                         |                         |                         |                         |  |  |                           |                           |                           |                           | Julius Bassianus          |                           |  |  |             |             |             |             |             |             |  |  |                           |                           |                           |                           |                           |                           |  |  |  |  |  |  |  |  |  |  |  |  |  |  |  |  |  |  |  |  |  |  |  |  |
|                         |                         |                         |                         |                         |                         |  |  |                           |                           |                           |                           |                           |                           |  |  |             |             |             |             |             |             |  |  |                           |                           |                           |                           |                           |                           |  |  |  |  |  |  |  |  |  |  |  |  |  |  |  |  |  |  |  |  |  |  |  |  |
|                         |                         |                         |                         |                         |                         |  |  |                           |                           |                           |                           |                           |                           |  |  |             |             |             |             |             |             |  |  |                           |                           |                           |                           |                           |                           |  |  |  |  |  |  |  |  |  |  |  |  |  |  |  |  |  |  |  |  |  |  |  |  |
| Julius Avitus Alexianus | Julius Avitus Alexianus | Julius Avitus Alexianus | Julius Avitus Alexianus | Julius Avitus Alexianus | Julius Avitus Alexianus |  |  | Julia Maesa               | Julia Maesa               | Julia Maesa               | Julia Maesa               | Julia Maesa               | Julia Maesa               |  |  | Julia Domna | Julia Domna | Julia Domna | Julia Domna | Julia Domna | Julia Domna |  |  | Septimius Severus 193–211 | Septimius Severus 193–211 | Septimius Severus 193–211 | Septimius Severus 193–211 | Septimius Severus 193–211 | Septimius Severus 193–211 |  |  |  |  |  |  |  |  |  |  |  |  |  |  |  |  |  |  |  |  |  |  |  |  |
| Julius Avitus Alexianus | Julius Avitus Alexianus | Julius Avitus Alexianus | Julius Avitus Alexianus | Julius Avitus Alexianus | Julius Avitus Alexianus |  |  | Julia Maesa               | Julia Maesa               | Julia Maesa               | Julia Maesa               | Julia Maesa               | Julia Maesa               |  |  | Julia Domna | Julia Domna | Julia Domna | Julia Domna | Julia Domna | Julia Domna |  |  | Septimius Severus 193–211 | Septimius Severus 193–211 | Septimius Severus 193–211 | Septimius Severus 193–211 | Septimius Severus 193–211 | Septimius Severus 193–211 |  |  |  |  |  |  |  |  |  |  |  |  |  |  |  |  |  |  |  |  |  |  |  |  |
|                         |                         |                         |                         |                         |                         |  |  |                           |                           |                           |                           |                           |                           |  |  |             |             |             |             |             |             |  |  |                           |                           |                           |                           |                           |                           |  |  |  |  |  |  |  |  |  |  |  |  |  |  |  |  |  |  |  |  |  |  |  |  |
|                         |                         |                         |                         |                         |                         |  |  |                           |                           |                           |                           |                           |                           |  |  |             |             |             |             |             |             |  |  |                           |                           |                           |                           |                           |                           |  |  |  |  |  |  |  |  |  |  |  |  |  |  |  |  |  |  |  |  |  |  |  |  |
| Julia Soaemias          | Julia Soaemias          | Julia Soaemias          | Julia Soaemias          | Julia Soaemias          | Julia Soaemias          |  |  | Julia Mamaea              | Julia Mamaea              | Julia Mamaea              | Julia Mamaea              | Julia Mamaea              | Julia Mamaea              |  |  | Geta 211    | Geta 211    | Geta 211    | Geta 211    | Geta 211    | Geta 211    |  |  | Caracalla 211–217         | Caracalla 211–217         | Caracalla 211–217         | Caracalla 211–217         | Caracalla 211–217         | Caracalla 211–217         |  |  |  |  |  |  |  |  |  |  |  |  |  |  |  |  |  |  |  |  |  |  |  |  |
| Julia Soaemias          | Julia Soaemias          | Julia Soaemias          | Julia Soaemias          | Julia Soaemias          | Julia Soaemias          |  |  | Julia Mamaea              | Julia Mamaea              | Julia Mamaea              | Julia Mamaea              | Julia Mamaea              | Julia Mamaea              |  |  | Geta 211    | Geta 211    | Geta 211    | Geta 211    | Geta 211    | Geta 211    |  |  | Caracalla 211–217         | Caracalla 211–217         | Caracalla 211–217         | Caracalla 211–217         | Caracalla 211–217         | Caracalla 211–217         |  |  |  |  |  |  |  |  |  |  |  |  |  |  |  |  |  |  |  |  |  |  |  |  |
| Elagabal 218–222        | Elagabal 218–222        | Elagabal 218–222        | Elagabal 218–222        | Elagabal 218–222        | Elagabal 218–222        |  |  | Severus Alexander 222–235 | Severus Alexander 222–235 | Severus Alexander 222–235 | Severus Alexander 222–235 | Severus Alexander 222–235 | Severus Alexander 222–235 |  |  |             |             |             |             |             |             |  |  |                           |                           |                           |                           |                           |                           |  |  |  |  |  |  |  |  |  |  |  |  |  |  |  |  |  |  |  |  |  |  |  |  |

### Erhebung und Bürgerkrieg
Die Verbannung der Julia Maesa erwies sich bald als schwerer Fehler, denn in Emesa verfügte sie über Vermögen und Einfluss und hatte reichlich Gelegenheit zur Agitation gegen Macrinus, der bei den Soldaten wegen seiner Sparmaßnahmen unbeliebt war. Da das Heer Caracalla ergeben war, hatte Macrinus seine Beteiligung an dessen Ermordung verheimlichen müssen. Nun wurde Elagabal als unehelicher Sohn Caracallas ausgegeben. Damit und durch finanzielle Anreize ließ sich eine in der Nähe stationierte Legion, die Legio III Gallica, dazu bewegen, Elagabal am 16. Mai 218 zum Kaiser auszurufen, womit die Rebellion gegen Macrinus begann. Elagabal nahm, um seine dynastische Legitimation herauszustreichen, den offiziellen Kaisernamen Marcus Aurel(l)ius Antoninus an, den bereits Caracalla getragen hatte.
Gegen das Lager der Legio III, in dem sich Elagabal aufhielt, gingen Truppen des Macrinus unter dem Befehl des Prätorianerpräfekten Ulpius Julianus vor. Unter ihnen waren Mauren, die zu Macrinus hielten, da er aus ihrer Heimat stammte. Ein Sturmangriff der Mauren auf das Lager scheiterte. Darauf gelang es den belagerten Aufständischen, die Belagerungsstreitmacht zum Frontwechsel zu bewegen, indem sie auf die angebliche Abstammung Elagabals von Caracalla hinwiesen und Belohnungen in Aussicht stellten. Die Belagerer töteten ihre Offiziere und gingen zu Elagabal über, und die Rebellion weitete sich aus. Macrinus, der sich wegen des kürzlich beendeten Kriegs gegen die Parther noch in der Provinz Syria aufhielt, versuchte in Apameia vergeblich, die dort zeitweilig stationierte Legio II Parthica durch großzügige Geldgeschenke und Versprechungen an sich zu binden. Nachdem man ihm den abgeschlagenen Kopf des Ulpius Julianus überbracht hatte, zog er sich nach Antiocheia zurück, und die Legio II schloss sich der Revolte an. Als Truppen Elagabals in Richtung Antiocheia vordrangen, musste sich Macrinus zum Kampf stellen. Den Kern seiner Streitmacht bildete die Prätorianergarde.
Am 8. Juni 218 kam es in der Nähe von Antiocheia zur Entscheidungsschlacht, die Macrinus verlor. Er wurde auf der anschließenden Flucht gefangen genommen und getötet. Elagabals Großmutter und Mutter waren auf dem Schlachtfeld anwesend und trugen nach der Schilderung des Zeitgenossen Cassius Dio wesentlich zum Sieg bei, indem sie in einer kritischen Kampfphase die schon fliehenden Truppen zum Standhalten bewogen. Da es beiden Heeren an kompetenter Führung mangelte, verlief die Schlacht chaotisch.

### Herrschaft
Nach seinem Sieg machte sich Elagabal auf die Reise nach Rom. Unterwegs kam es zu einem Konflikt mit seinem Erzieher Gannys. Gannys, der zu Elagabals verwitweter Mutter in einem eheähnlichen Verhältnis stand, hatte bei der Organisation des Aufstands gegen Macrinus eine maßgebliche Rolle gespielt. Sein Versuch, auf den jungen Kaiser Einfluss zu nehmen, führte zu einem tödlichen Machtkampf; Elagabal soll Gannys eigenhändig getötet haben.
Erst im Sommer 219 traf Elagabal in Rom ein. In Anbetracht seines Alters übte seine Großmutter Julia Maesa faktisch die Regentschaft aus. Große Schwierigkeiten ergaben sich aber aus dem ausgeprägten Eigenwillen des jugendlichen Kaisers. Schon seine demonstrative Anknüpfung an seinen angeblichen Vater Caracalla brachte ihn in einen Gegensatz zur senatorischen Führungsschicht, die zu Caracalla in Opposition gestanden hatte. Der Senat hatte Caracallas Tod bejubelt und im Bürgerkrieg für Macrinus Partei ergriffen sowie Elagabal zum Staatsfeind erklärt. Manche Münzbildnisse Elagabals zeigen eine zweifellos beabsichtigte Ähnlichkeit mit denen Caracallas und offizielle Dokumente nehmen auf seine fiktive Abstammung Bezug.
Elagabal versuchte sich eine Machtbasis zu schaffen, indem er Männer niederer Herkunft aus seiner Umgebung in hohe Ämter beförderte, was ihm in konservativen aristokratischen Kreisen sehr verübelt wurde. Zu diesen führenden Persönlichkeiten seiner Herrschaftszeit gehörte Publius Valerius Comazon, der ursprünglich Tänzer und Schauspieler gewesen sein soll, dann eine militärische Karriere machte, beim Aufstand gegen Macrinus eine wichtige Rolle spielte und schließlich unter Elagabal Prätorianerpräfekt, zusammen mit dem Kaiser ordentlicher Konsul und dreimal Stadtpräfekt wurde.
Der neue Herrscher war nicht bereit, auf die Vorrechte des Senats und die Sitten und Interessen der führenden Kreise Rücksicht zu nehmen, sondern hielt sich, obwohl er in Rom aufgewachsen war, an die Gepflogenheiten seiner orientalischen Heimat. So brüskierte er die Stadtrömer, indem er eine vermutlich von ihm selbst entworfene Priesterkleidung trug, die als unrömisch wahrgenommen und missbilligt wurde. 219 heiratete er eine vornehme Römerin, Julia Cornelia Paula, die er aber im folgenden Jahr verstieß. Eine zweite Ehe schloss er mit der Vestalin Julia Aquilia Severa, was aus römischer Sicht eine unerhörte Provokation war, denn auf Missachtung der Keuschheitspflicht einer Vestalin stand traditionell die Todesstrafe. Auf Drängen seiner Großmutter trennte er sich 221 von der Vestalin und ging eine dritte Ehe mit Annia Faustina ein, kehrte aber noch vor dem Ende des Jahres zu Aquilia zurück. Alle drei Frauen Elagabals führten den Titel Augusta und sind auf Münzen als Kaiserinnen bezeugt. Möglicherweise ging Elagabal in seiner vierjährigen Regierungszeit noch eine oder zwei weitere Ehen ein.
Bei der stadtrömischen Bevölkerung versuchte sich der Kaiser durch großzügige Geldgeschenke und viele Feste, Wettkämpfe und Schauspiele beliebt zu machen. Damit war er möglicherweise zeitweilig erfolgreich, doch in der Führungsschicht waren er und seine Mutter verhasst. Besonderen Anstoß erregte der Aufstieg eines Günstlings des Kaisers namens Hierokles. Hierokles, ursprünglich ein Sklave aus Karien, war dem Kaiser als Wagenlenker aufgefallen und erlangte dann am Hof großen Einfluss, was auf ein sexuelles Verhältnis zum Herrscher zurückgeführt wurde. Elagabal soll sogar erwogen haben, ihn zum Caesar zu erheben.
Auf die Reichsverwaltung, für die sich Elagabal anscheinend wenig interessierte, scheinen sich die Turbulenzen in Rom kaum ausgewirkt zu haben. Außenpolitisch herrschte Ruhe. Es kam allerdings wiederholt zu Soldatenaufständen, die rasch niedergeschlagen wurden; die beiden wichtigsten (Ausrufung der Gegenkaiser Verus und Gellius Maximus, beide 219) ereigneten sich bezeichnenderweise in Syrien, wo man das militärische Machtvakuum deutlich vor Augen hatte, das nach dem Tod Caracallas eingetreten war.

### Religionspolitik

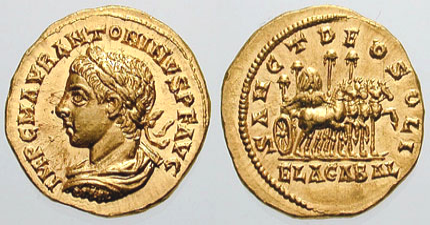
Aureus Elagabals.
Inschrift der Vorderseite: Imp(erator) C(aesar) M(arcus) Aur(elius) Antoninus P(ius) F(elix) Aug(ustus).
Inschrift der Rückseite: Sanct(o) Deo Soli Elagabal(o) („Dem heiligen Sonnengott Elagabal“)

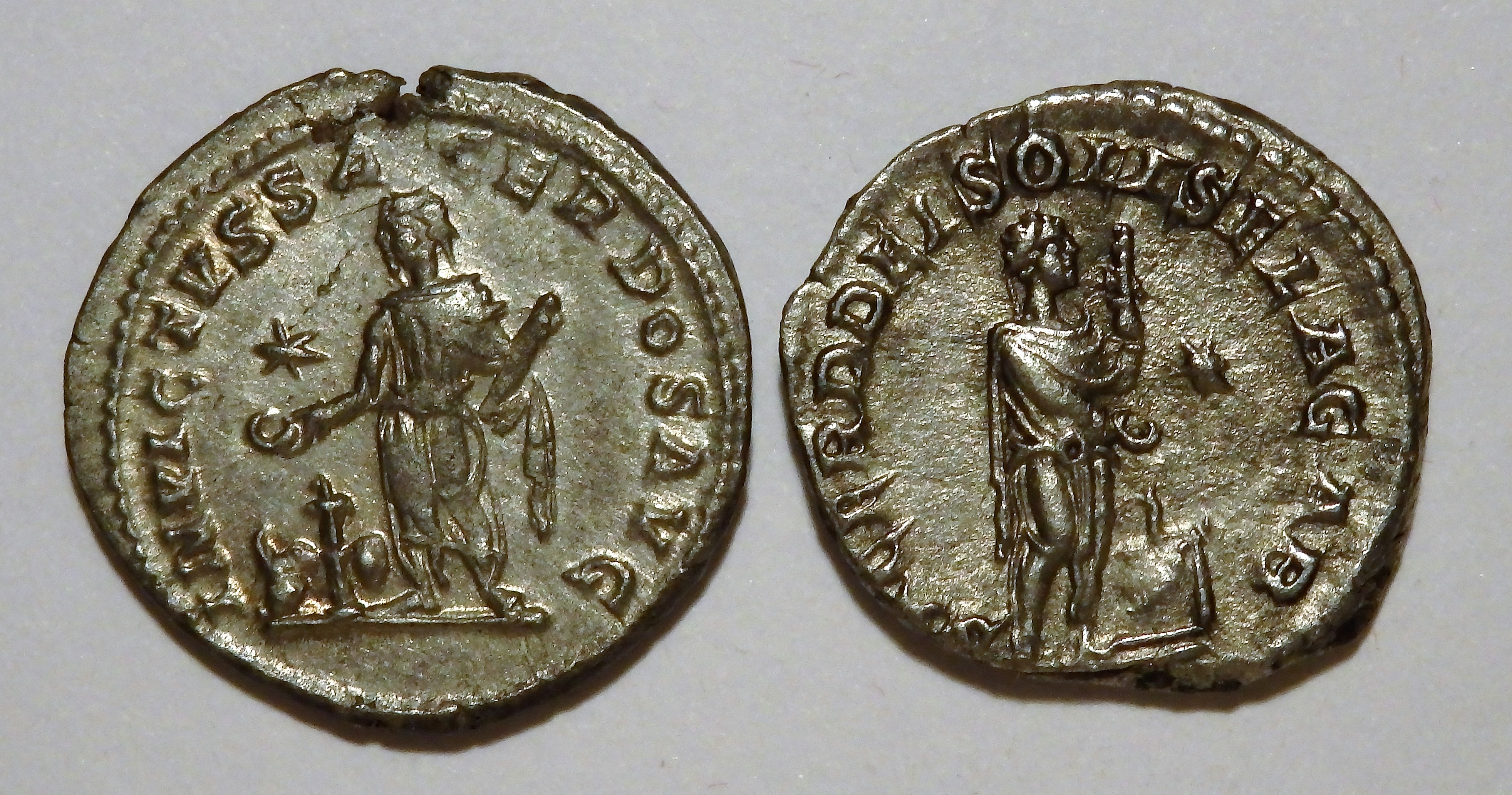
Religiöse Motive auf Denaren Elagabals

Die Religionspolitik Elagabals stand als vorrangiges Anliegen im Mittelpunkt seiner Regierungstätigkeit. Sie war das markanteste Element seiner Herrschaft und der wichtigste Anlass des Zerwürfnisses zwischen ihm und der Bevölkerung Roms sowie den senatorischen Kreisen. Der Gegensatz war unüberbrückbar, denn der Kaiser wollte nicht nur den vorhandenen Kulten einen neuen hinzufügen, sondern sein Ziel war die Einführung des Elagabal-Kults als Staatsreligion in der Hauptstadt und im gesamten Reich. Die bisherige römische Religion mit Jupiter als oberstem Staatsgott sollte zurückgedrängt und auf den zweiten Platz verwiesen werden. Allen römischen Göttern wurde eine untergeordnete Funktion gegenüber dem syrischen Sonnengott zugewiesen. 
Den heiligen Stein von Emesa, der dort im Mittelpunkt des Elagabal-Kults stand, brachte der Kaiser nach Rom mit. Es war also von Anfang an geplant, den bisher nur in Emesa verehrten Elagabal zum Reichsgott zu machen. Auf dem Palatin wurde zur Unterbringung des Steins ein Tempel, das Elagabalium, gebaut und eine Priesterschaft eingerichtet. Ein weiterer Elagabal-Tempel befand sich außerhalb der Hauptstadt. Oberpriester war der Kaiser selbst (sacerdos amplissimus dei invicti Solis Elagabali). Mit einer prunkvollen Festprozession im Sommer waren Spiele und Volksbelustigungen verbunden. Verschiedene Rückseitenmotive der unter Elagabal geprägten Münzen nehmen auf die von ihm gepflegten religiösen Vorstellungen Bezug: Ein Aureus (Goldmünze) zeigt auf der Quadriga den Stein von Emesa, weitere Rückseiten mit dem opfernden Kaiser benennen Elagabal als unbesiegbaren Priester oder als Priester des Sonnengottes.
Der Kaiser verkündete und feierte auch die „Heilige Hochzeit“ (hierós gámos) des Gottes Elagabal; dieser sollte sich mit der karthagischen Urania (Dea Caelestis, Tinnit) vermählen. Die Hochzeit des Herrschers und Oberpriesters mit der Vestalin sollte die vollkommene göttliche Hochzeit auf der menschlichen Ebene abbilden. Aus dieser Verbindung erhoffte er gottähnliche Kinder. Dabei kollidierte Elagabal mit der völlig anderen Auffassung der Römer von den Aufgaben der zu strengster Keuschheit verpflichteten Vestalinnen. Die beiden Seiten standen einander mit ihren unvereinbaren religiösen Überzeugungen verständnislos gegenüber. Seine erste Frau war von Elagabal wegen eines Körpermals verstoßen worden, was nach römischem Empfinden tyrannische Willkür war, aber aus seiner Sicht eine religiöse Notwendigkeit, da priesterliche Funktionen körperliche Makellosigkeit erforderten.
Dass der Kaiser nach orientalischem Brauch beschnitten war, war den Römern ein Gräuel. Vor dem Hintergrund der Gegensätze zwischen östlicher und westlicher religiöser Tradition sind auch Berichte über Orgien, Homosexualität und Transgeschlechtlichkeit, (sakrale) Prostitution, ein Streben Elagabals nach Androgynie und sogar nach Kastration zu deuten. All dies hatte – soweit es zutrifft – eine religiöse Wurzel, für welche die römischen Geschichtsschreiber kein Verständnis aufbringen konnten. Dies gilt auch für Elagabals Gewohnheit des rituellen Tanzens und seine fremdartige Priesterkleidung; Kleiderluxus wurde in Rom missbilligt.
Der Versuch des jugendlichen Kaisers, dem Reich eine neue, rein orientalische Staatsreligion zu verordnen und die jahrhundertealte religiöse Tradition der konservativen Römer zu verdrängen, war in der römischen Geschichte beispiellos. Die Kühnheit des Vorhabens wurde noch gesteigert durch das schroffe und radikale Vorgehen bei der Etablierung des neuen, den Römern fremden und unbegreiflichen Staatskultes. Erklärlich sind Elagabals unbesonnen wirkende Schritte und die Missachtung römischer Sitten, wenn man davon ausgeht, dass er sich tatsächlich – wie seine Münzprägung andeutet – unter dem Schutze seines Gottes als dessen oberster Priester für unangreifbar hielt.
Schon vor Kaiser Elagabal gab es in Rom eine Sonnengott-Verehrung (Sol invictus), die besonders Caracalla förderte. Daran konnte Elagabal anknüpfen. Diese Strömung, die im späten 3. Jahrhundert einen großen Aufschwung erlebte, mag orientalisch beeinflusst gewesen sein, doch darf sie nicht mit dem Elagabal-Kult gleichgesetzt oder verwechselt werden. Gegen einen Sonnenkult hatte man in Rom grundsätzlich nichts einzuwenden; als Staatsreligion unannehmbar war aber für die Römer die besondere Ausprägung, die Elagabal aus Emesa mitgebracht hatte.
Von staatlichen Maßnahmen gegen unerlaubte Religionen wie das Christentum ist aus der Regierungszeit Elagabals nichts bekannt.

### Untergang
Julia Maesa erkannte, dass sich Elagabal unter den gegebenen Umständen nicht auf Dauer an der Macht halten konnte, und bereitete eine Alternative vor. Sie hatte neben Julia Soaemias noch eine jüngere Tochter, Julia Mamaea. Es gelang ihr durchzusetzen, dass Julia Mamaeas Sohn Bassianus Alexianus, der nun den Namen Alexander annahm, am 26. Juni 221 von Elagabal adoptiert wurde und den Titel Caesar erhielt. Damit war Alexander – der künftige Kaiser Severus Alexander – zum Nachfolger seines kaiserlichen Vetters designiert.
Der am 1. Oktober 208 geborene Mitregent war noch nicht dreizehnjährig. Dennoch war er schon bei den Soldaten beliebt, da für ihn Propaganda gemacht wurde. Wie Elagabal wurde auch er als unehelicher Sohn Caracallas ausgegeben. Es konnte Elagabal nicht verborgen bleiben, dass die Nachfolgeregelung entweder auf seinen Sturz abzielte oder zumindest von einem baldigen Ende seiner Herrschaft ausging. Daher versuchte er, den Caesar abzusetzen, musste aber erkennen, dass seine Macht dafür schon nicht mehr ausreichte. Wiederholt unternahm er Anschläge auf das Leben seines Vetters. Damit zeichnete sich ab, dass nur einer der beiden überleben konnte. Da Elagabal militärischer Rückhalt fehlte, war der Konflikt für ihn aussichtslos. Meuternde Soldaten, die von seiner Tante Julia Mamaea gesteuert wurden, ermordeten ihn und seine Mutter am 11. März 222. Der Leichnam des Kaisers wurde geschändet und in den Tiber geworfen, und der Senat – von Elagabal angeblich als mancipia togata („Sklavenschar in Togen“) geschmäht – beschloss die damnatio memoriae. Alexander wurde sofort als Kaiser anerkannt. So konnte Julia Maesa vorerst über ihren anderen Enkel den Fortbestand der syrischen, nur dem Namen nach severischen Dynastie sichern.

## Ikonographie

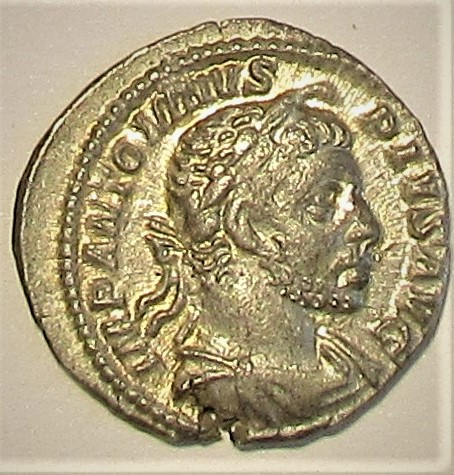
Elagabal auf Denar mit „Horn“

Von Elagabal sind mehr als zwanzig Porträtbüsten und eine Reihe von Münzbildnissen erhalten, die teilweise seine Ähnlichkeit mit Caracalla betonen. Bei den Büsten unterscheidet man – in chronologischer Reihenfolge – den Typus 1 (Jugendlicher mit kurzem, militärischem Haarschnitt, Ähnlichkeit mit Caracalla) und den Typus 2 (rundes Gesicht, langer Backenbart, feiner Schnurrbart, keine Ähnlichkeit mit Caracalla). Auf den Münzen verändert sich das Porträt stufenweise: Typus A zeigt einen unbärtigen Knaben, Typus B einen Jugendlichen mit etwas verlängerten Koteletten auf der Wange; auf Typus C trägt der Kaiser einen bis zum Kiefer reichenden Backenbart und meist auch einen Schnurrbart, auf Typus D einen Vollbart.
Einige Münzen aus der Endphase von Elagabals Herrschaft (221–222) zeigen den Kaiser mit einem länglichen, nach vorn gebogenen Gebilde an seinem Lorbeerkranz oder der Strahlenkrone. Dieser Kopfschmuck wurde früher als Horn gedeutet, doch Elke Krengel hat die Hypothese vorgetragen, dass es sich um die Spitze eines Stierpenis handelt. Elagabal trug das Objekt, wie die Münzen erkennen lassen, bei religiösen Zeremonien und bei Staatsakten, an die sich Opferhandlungen anschlossen. Diese Selbstdarstellung des Kaisers auf den Münzen hatte religiösen Symbolcharakter. Nach Krengels Interpretation sollte sie Fruchtbarkeit und Kraft ausdrücken. In der Forschung hat Krengels Deutung des Objekts teils Zustimmung gefunden, teils ist sie auf heftige Ablehnung gestoßen.

## Rezeption

### Antike
Im Rahmen der damnatio memoriae wurde nach Elagabals Tod sein Name auf Inschriften getilgt, Bildnisse des gestürzten Kaisers wurden teils zerstört, teils aus der Öffentlichkeit entfernt und gelagert.
Das Urteil der antiken Nachwelt über Elagabal ist einhellig vernichtend ausgefallen. Der Geschichtsschreiber Cassius Dio, von dem eine relativ ausführliche Darstellung – die wichtigste erzählende Quelle – stammt, stand Elagabals Todfeind und Nachfolger nahe. Er berichtet voller Empörung aus der Sicht des Senatorenstandes. Nüchterner, aber ebenfalls sehr negativ ist das Urteil Herodians, der ebenso wie Cassius Dio die Zeit Elagabals miterlebt hatte. Erst im späten 4. oder frühen 5. Jahrhundert entstand die Lebensbeschreibung Elagabals in der Historia Augusta. Sie bietet viel Erfundenes und Unglaubwürdiges, daneben aber auch wertvolle Informationen aus einer verlorenen zeitgenössischen Quelle (vielleicht Marius Maximus). In der Historia Augusta erscheint Elagabal als finsteres Gegenbild zu seinem idealisierten Nachfolger.
Die ihm feindliche Literatur schildert den Kaiser als brutal, barbarisch, despotisch, hemmungslos, feige und pervers. Zur Illustration wird eine Fülle von Skandalgeschichten ausgebreitet. Hier trifft man auf alle Stereotype, die aus der Sicht konservativer Römer zum Bild eines abstoßenden Orientalen gehörten, bis hin zur Opferung von Kindern. Daher ist der Name Elagabal für die Nachwelt bis in die Gegenwart zum Inbegriff spätrömischer Dekadenz geworden.
Ein Teil der spätantiken Geschichtsschreiber (Aurelius Victor, Epitome de Caesaribus) ging davon aus, dass Elagabal tatsächlich ein Sohn Caracallas war. Zosimos ließ diese Frage offen. Der Dichter Ausonius hingegen hielt die Abstammung Elagabals von Caracalla für erfunden.

### Mittelalter und Frühe Neuzeit
Im Mittelalter bezogen die lateinischsprachigen Gelehrten des Abendlands ihre Kenntnisse über Elagabal aus den knappen Angaben spätantiker Quellen (Orosius, Hieronymus, Epitome de Caesaribus). Entsprechend kurz behandeln ihn daher beispielsweise Otto von Freising und Vinzenz von Beauvais. Im Byzantinischen Reich hielt man sich gewöhnlich an Cassius Dio oder Herodian, die im Westen unbekannt waren.
Im 14. Jahrhundert widmete Giovanni Boccaccio in seinem lateinischen Werk Über berühmte Frauen der Mutter Elagabals ein ausführliches Kapitel, worin er das Thema unter dem Aspekt der Unwürdigkeit einer Dirnenherrschaft behandelte. Damit sprach er einen Gesichtspunkt an, der auch in der Folgezeit in der Elagabal-Rezeption aufgegriffen wurde: die Darstellung Elagabals als Sohn einer Hure, verbunden mit der Warnung vor den Folgen einer Einflussnahme sittenloser Frauen auf die Staatsführung. Daran knüpfte sich manchmal eine generell ablehnende Haltung gegenüber weiblicher Machtausübung.
Der Humanist Leonardo Bruni schrieb 1407, als er in Rom päpstlicher Sekretär war, eine „Rede an die Huren von Rom“, die er Elagabal in den Mund legte. Die Anregung dazu bot ihm eine Erzählung der Historia Augusta, der zufolge Elagabal eine Prostituiertenversammlung einberief. In der Rede ruft der Kaiser zu hemmungsloser Promiskuität auf und stellt den Prostituierten staatliche Belohnungen in Aussicht. Mit dem ironisch konzipierten Text wollte Bruni auch die römische Sexualmoral seiner eigenen Zeit beleuchten.
Gängig war in der Frühen Neuzeit der Topos der Hingabe an jedes erdenkliche Laster. Edward Gibbon war der Ansicht, die Schändlichkeit von Elagabals Lastern und Verrücktheiten übertreffe alles, was jemals in anderen Epochen oder Ländern vorgefallen ist.
Der in Venedig lebende Komponist Francesco Cavalli schuf 1667 die Oper Eliogabalo auf ein Libretto eines unbekannten Autors, das von Aurelio Aureli überarbeitet wurde. Das Thema sind die letzten Lebenstage des Kaisers. Der Unhold Elagabal ist der Gegenspieler seines edlen Nachfolgers Alessandro.

### Moderne

#### Altertumswissenschaft
In der Moderne trat zunächst ein Aspekt in den Vordergrund, der schon im 18. Jahrhundert bei Edward Gibbon anklang und im 19. und frühen 20. Jahrhundert dominierte: die Vorstellung einer spezifisch orientalischen Despotie Elagabals, die besonders Alfred von Domaszewski vertrat. Damals war oft von einem kulturellen Sieg orientalischer Barbarei über traditionelle römische Würde und Tugend die Rede. Die Altertumswissenschaftler hielten sich weitgehend an die Schilderungen und Wertungen von Cassius Dio und Herodian, während außerhalb der Fachkreise die drastischen Erzählungen der Historia Augusta unkritisch rezipiert wurden und Eindruck machten. 1955 urteilte Maximilian Lambertz, der Verfasser des Elagabal-Artikels in Paulys Realencyclopädie der classischen Altertumswissenschaft, Elagabal sei immer ein weibergegängelter Knabe, nie ein Mann gewesen, nur das Werkzeug der willensstarken Großmutter.
Wie auch bei anderen in den Quellen sehr negativ beurteilten Kaisern bemüht sich die neuere Forschung verstärkt um eine von herkömmlichen Klischees freie Darstellung. Mit dieser Absicht verbindet sich ein teils starkes Misstrauen gegenüber der offenkundig parteiischen, literarischen Mustern folgenden antiken Geschichtsschreibung (beispielsweise bei Leonardo de Arrizabalaga y Prado, Martijn Icks und Michael Sommer). Solche Quellenkritik, die manche Forscher für übertrieben halten, führt dazu, dass viele Angaben der erzählenden Quellen als zweifelhaft oder unglaubwürdig verworfen werden und der Faktenbestand erheblich schrumpft. Dadurch treten die archäologischen Quellen (Münzen, Inschriften und ein Figurenkapitell) stärker in den Vordergrund. Sie sind zwar wertvoll, können aber nur ein sehr beschränktes Bild bieten.

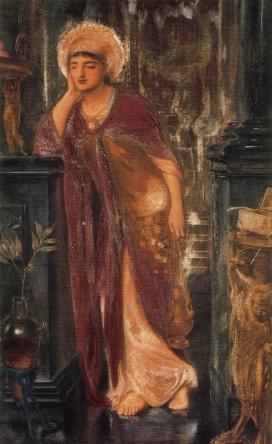
Simeon Solomon, Heliogabalus, High Priest of the Sun (1866)

Auch heute ist unbestritten, dass Elagabal über keine politische Begabung verfügte, rücksichtslos agierte und das katastrophale Ende selbst herbeiführte. Was in der neueren und neuesten Forschung anders eingeschätzt wird als früher, sind hauptsächlich diejenigen Aspekte seines Verhaltens, die bei Zeitgenossen und Nachwelt am meisten Anstoß erregt haben: die religiösen und die sexuellen Praktiken und die Verbindung beider. Ein Großteil der überlieferten Skandalgeschichten ist sexueller Natur. Die neuere Forschung hat herausgearbeitet, dass in Elagabals Religion (wie in anderen orientalischen Kulten) der sakrale und der sexuelle Bereich unlöslich miteinander zusammenhingen, ja völlig vermischt waren. Das sexuelle Verhalten des Kaisers ist aus heutiger Sicht nur vor dem Hintergrund seiner religiösen Wurzeln und Motive verständlich. Phänomene, die außerhalb von Fachkreisen oft nur auf einen Cäsarenwahnsinn Elagabals zurückgeführt werden, sind der modernen Religionswissenschaft vertraut.

#### Belletristik, Musik und bildende Kunst
Die Gestalt Elagabals hat seit der zweiten Hälfte des 19. Jahrhunderts zahlreiche Schriftsteller, Maler und Musiker inspiriert. Besonders in Kreisen, in denen das Dekadenzbewusstsein die Grundstimmung prägte, faszinierte dieser Stoff. Der Maler Simeon Solomon stellte auf dem Gemälde Heliogabalus, High Priest of the Sun (1866) den Kaiser als androgynen Jugendlichen in orientalischer Kleidung dar. Von dem britischen Maler Lawrence Alma-Tadema stammt das 1888 entstandene berühmte Ölgemälde The Roses of Heliogabalus. Es illustriert die Erzählung der Historia Augusta, dass bei einem Bankett Elagabals einige der Gäste unter der Unmenge duftender Blütenblätter, die der Kaiser von der Decke auf sie hinabfallen ließ, erstickt seien. Stefan George schuf 1892 den Gedichtband Algabal, wobei er die Geschichtsquellen zu Elagabal zwar sorgfältig studierte, letztlich aber sehr frei umsetzte. Sein Anliegen war, die sakrale Verbindung von priesterlicher und herrscherlicher Würde in ihrem Traumcharakter und ihrem Zusammenhang mit dem Künstlertum im Sinne des Ästhetizismus spürbar zu machen. Algabal ist ein isolierter, elitär gesinnter Ästhet, der ichbezogen handelt und der Welt der Politik eine Absage erteilt. Der niederländische Schriftsteller Louis Couperus schrieb den historischen Roman De berg van licht in drei Bänden, der bei seinem Erscheinen 1905/06 einen Skandal auslöste. Er schildert den Aufstieg und Fall des Kaisers. Elagabal wird zunächst als attraktiver, künstlerisch begabter, überzivilisierter Jugendlicher dargestellt; nach dem Herrschaftsantritt verfinstert sich sein Charakter zunehmend.

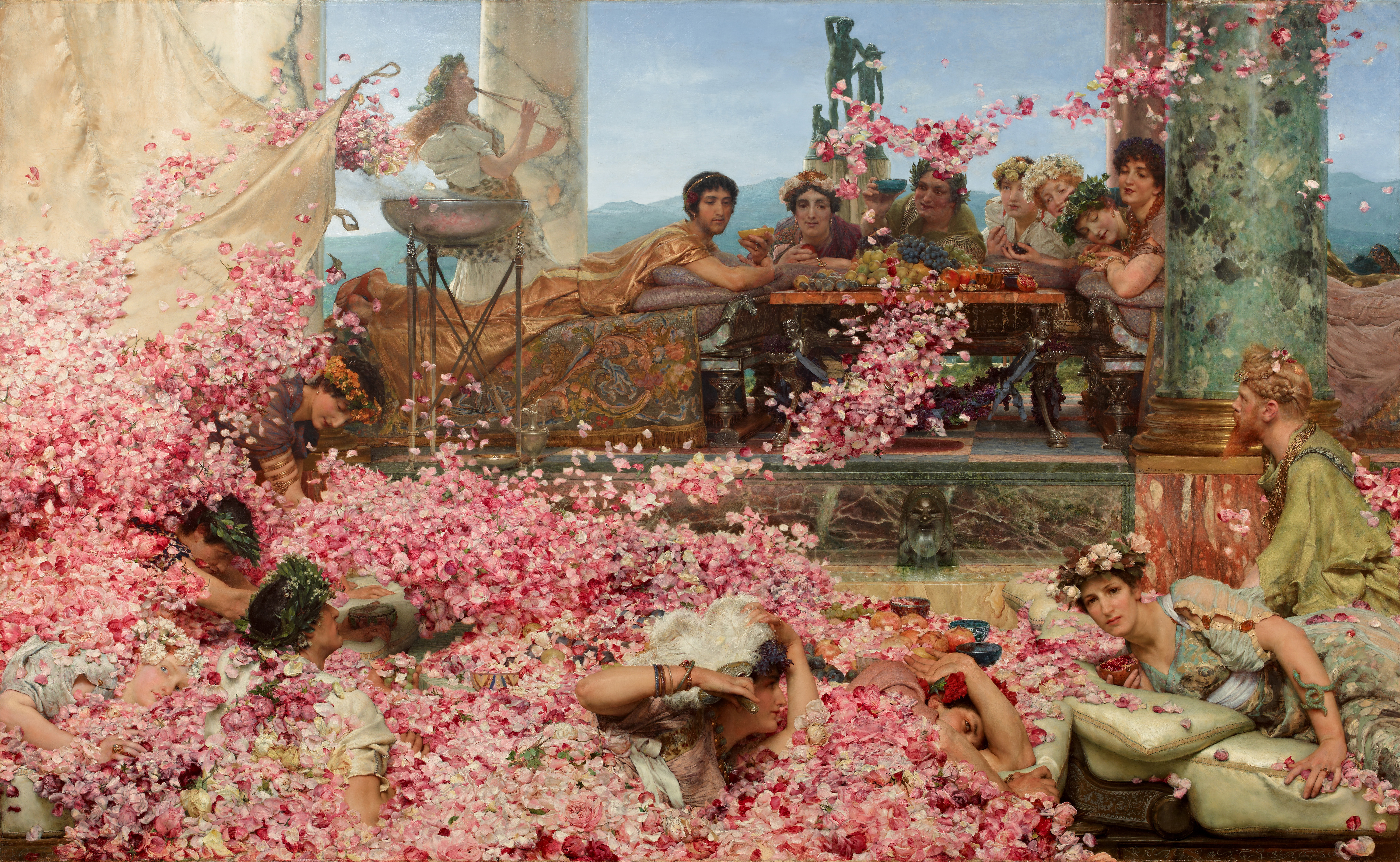
Lawrence Alma-Tadema, The Roses of Heliogabalus (1888)

Der amerikanische Satiriker Henry Louis Mencken verfasste gemeinsam mit George Jean Nathan einen Dreiakter Heliogabalus (1920), in dem er den historischen Stoff sehr frei umgestaltete. Der französische Dramatiker Antonin Artaud schrieb 1934 den mit romanhaften Elementen angereicherten Essay Héliogabale ou L’anarchiste couronné (deutsch: Heliogabal oder Der Anarchist auf dem Thron, München 1980). Darin befasst er sich insbesondere mit der Androgynie-Thematik. 1960 veröffentlichte Alfred Duggan den Roman Family Favorites. Er beschreibt die Herrschaft Elagabals aus der Perspektive eines Prätorianers, der in seinen Memoiren ein insgesamt vorteilhaftes Bild des Kaisers vermittelt.
Die berühmteste moderne musikalische Deutung des Elagabal-Stoffs ist Hans Werner Henzes 1972 uraufgeführtes Orchesterwerk (Allegoria per musica) Heliogabalus Imperator. 1981 schuf Sylvano Bussotti die Ballette Phaidra/Heliogabalus. 2007 produzierte John Zorn das Album Six Litanies for Heliogabalus. 2009 beschäftigte sich die Progressive-Rock-Band The Void’s Last Stand auf ihrem Debütalbum A Sun by Rising Set mit Elagabal.